# Пасенко, Василий Григорьевич
Пасенко Василий Григорьевич (25 апреля 1965 года, Херсон — 23 ноября 2016 года, Херсон) — священнослужитель Украинской Православной Церкви, протоиерей, настоятель Свято-Николаевского морского собора города Херсона.
Благочинный Западного округа Херсона (2001—2016), Глава Епархиального суда (2011—2016), член Епархиального совета Херсонской епархии (2001—2016).

## Биография
Родился 25 апреля 1965 года в городе Херсоне Украинской ССР в семье рабочих.
Отец — Пасенко Григорий Иванович (+1968), мать — Пасенко Людмила Александровна (род. 1936).
С 1972 по 1982 гг. обучался в средней школе № 27 г. Херсона.
В 1983 г. поступил в Одесскую духовную семинарию, которую окончил в 1987 году. Во время обучения в семинарии нес послушание иподиакона митрополита Херсонского и Одесского Сергия (Петрова).
В 1987 г. поступил в Ленинградскую духовную академию, по окончании которой в 1991 году был направлен в Херсоно-Таврическую епархию Украинской Православной Церкви.
14 августа 1991 года в Свято-Духовском кафедральном соборе Херсона митрополитом Херсонским и Таврическим Леонтием (Гудимовым) был рукоположен в сан диакона. 18 августа того же года — в сан священника.
20 августа 1991 года назначен штатным священником Свято-Духовского кафедрального собора и заведующим воскресных школ по Херсоно-Таврической епархии.
26 августа 1991 года возведен в сан протоиерея. 17 сентября 1992 года награжден правом ношения креста с украшениями.
С 1 мая по 1 июня 1993 года указом епископа Херсонского и Таврического Илариона (Шукало) выполнял послушание настоятеля Свято-Георгиевского храма с. Малая Кардашинка Херсонской области.

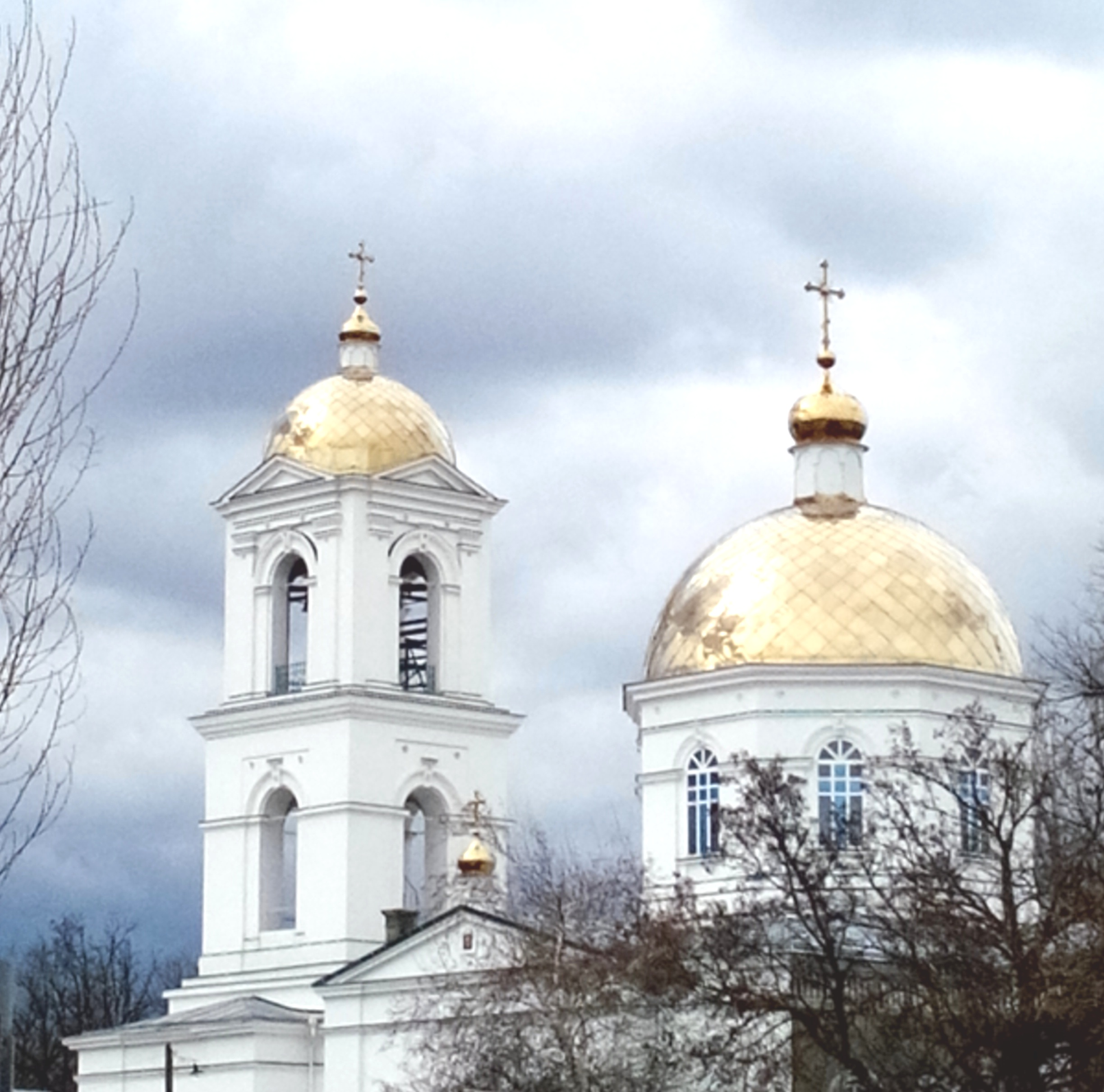
Свято-Николаевский морской собор в Херсоне

18 октября 1993 года указом епископа Херсонского и Таврического Илариона (Шукало) был освобожден от послушания штатного клирика Свято-Духовского кафедрального собора и назначен на послушание настоятеля Свято-Николаевского храма (впоследствии морского собора) города Херсона, которое нес до конца своей жизни.
3 ноября 1993 года награжден правом ношения митры.
Решением Священного Синода УПЦ (Журнал № 2) от 30 марта 1995 года был назначен членом Синодальной комиссии по канонизации местночтимых святых. Участвовал в подготовке материалов для канонизации святителя Петра Могилы, святителя Прокопия Херсонского, святителя Игнатия Мариупольского, преподобного Варсонофия Херсонского, преподобной Домникии Олешковской, Евтропии Херсонской.
24 декабря 1997 года благословением епископа Херсонского и Таврического Иова (Смакоуза) был назначен настоятелем студенческого храма-часовни св. мч. Татьяны при Херсонском государственном аграрном университете.
С 1997 по 2001 гг. нес послушание благочинного Первого Херсонского округа.
11 июля 2001 года распоряжением архиепископа Херсонского и Таврического Ионафана (Елецких) был назначен благочинным Западного церковного округа г. Херсона и членом Епархиального совета Херсонской епархии.
Указом архиепископа Херсонского и Таврического Ионафана от 16 ноября 2001 года был назначен настоятелем часовни святителя Николая на набережной Днепра (впоследствии Свято-Георгиевского храма).
С 11 января 2007 года по благословению архиепископа Херсонского и Таврического Иоанна (Сиопко) — председатель ставленнической комиссии при Херсонском Епархиальном управлении.
Указом архиепископа Херсонского и Таврического Иоанна от 29 января 2011 года был назначен Главой Епархиального суда Херсонской епархии.
5 июня 2012 года был удостоен права ношения второго креста с украшениями.

## Семья

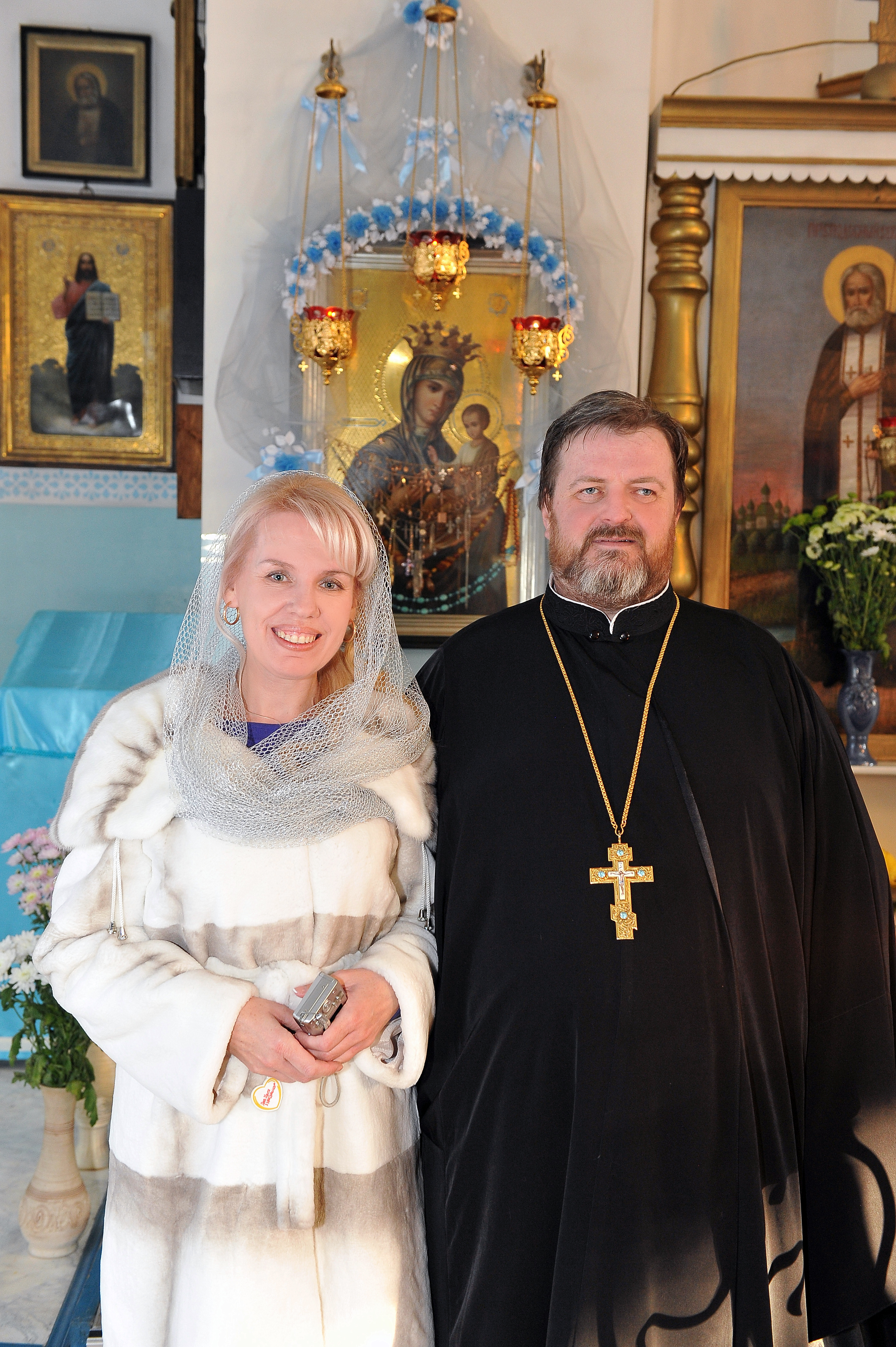
Протоиерей Василий с матушкой Верой

Во время обучения в Ленинградской духовной академии познакомился с будущей женой — дочерью священника, Верой Пасенко (Чаплюк). 15 июля 1991 года вступил с ней в церковный брак.
Сын — иеродиакон Силуан (Пасенко Никита).
Сын — Даниил Пасенко.

## Награды
За годы своего пастырского служения протоиерей Василий Пасенко был награжден орденами Украинской Православной Церкви: св. ап. Иоанна Богослова, св. кн. Владимира ІІІ ст., прп. Нестора Летописца ІІ ст., свт. Димитрия Ростовского, свт. Петра Могилы, св. кн. Ярослава Мудрого, св. вмч. Георгия Победоносца. Во внимание к церковным заслугам по случаю 25-летия служения в священном сане был награжден знаком отличия Херсонской епархии УПЦ святителя Николая Чудотворца.

## Труды и публикации
- Пасенко, В. Военно-морское духовенство России в начале XX века. Дипломная работа. - Л., 1991. - 97 с. с ил.
- Пасенко В., протоиерей. Документы к канонизации преподобного Варсонофия исповедника Херсонского.
- Манжелей В. Великий пост. Беседа с настоятелем Свято-Николаевского Морского собора г. Херсона, митрофорным протоиереем Василием Пасенко Архивная копия от 26 декабря 2016 на Wayback Machine.